# Chick-Hesarur, Lingsugur
Chick-Hesarur là một làng thuộc tehsil Lingsugur, huyện Raichur, bang Karnataka, Ấn Độ.